# 噶瑪蘭酒廠

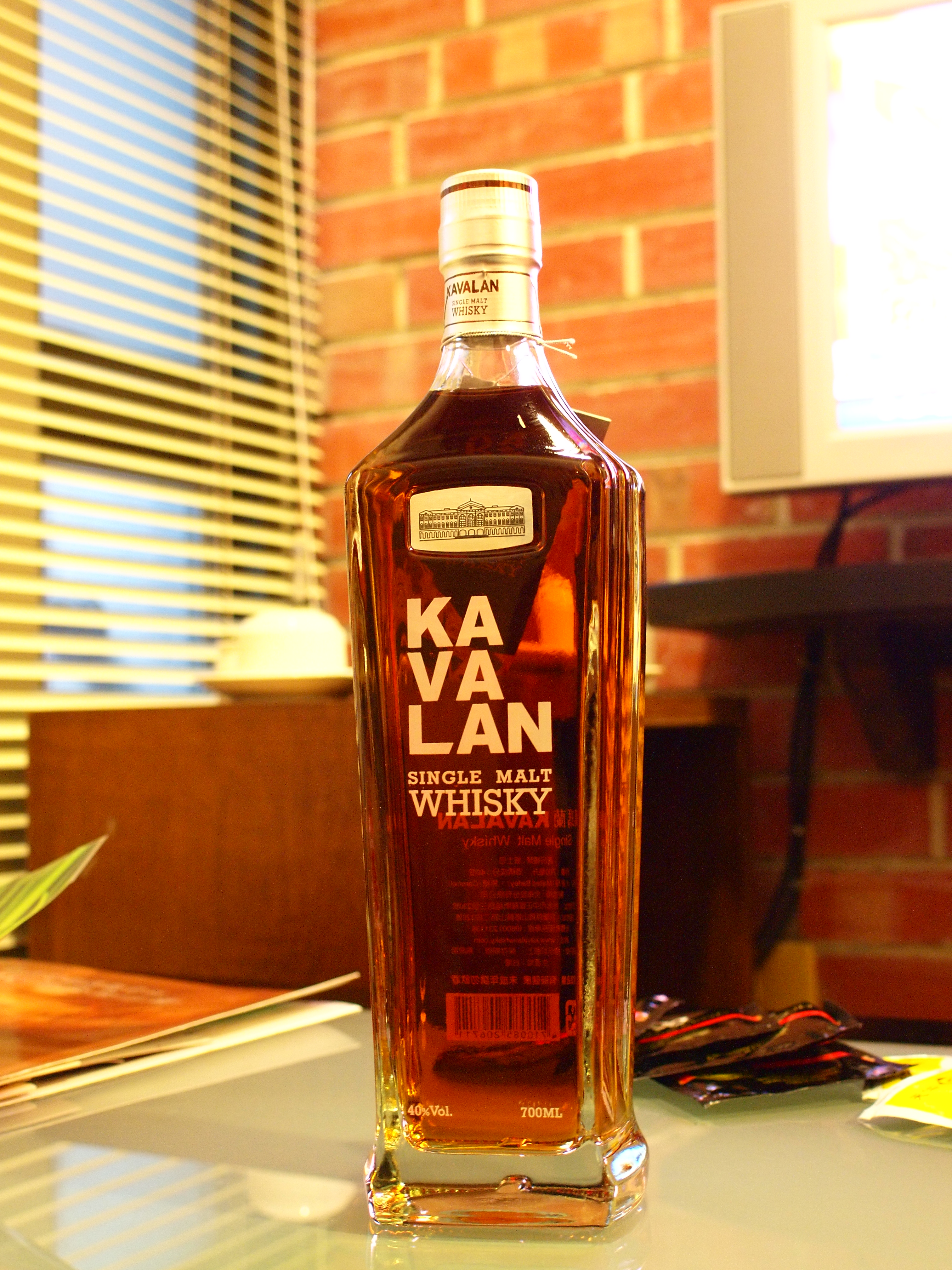
噶瑪蘭單一麥芽威士忌

噶瑪蘭酒廠（英語：Kavalan Distillery）是一家位於台灣宜蘭縣員山鄉的威士忌酒廠，隸屬於金車公司。該酒廠以生產單一麥芽威士忌聞名，並以「Kavalan」品牌行銷全球。

## 歷史

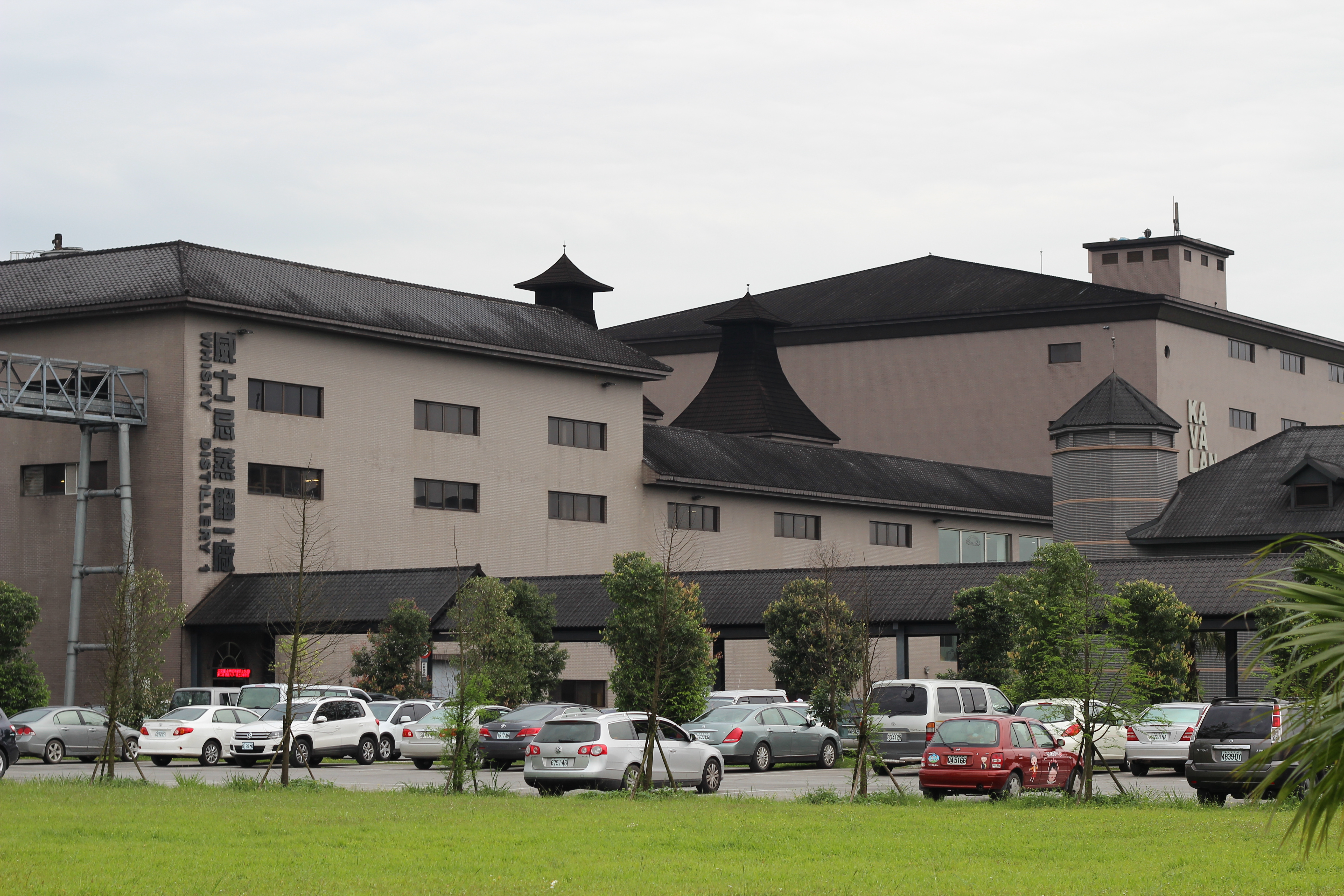
威士忌酒廠，金車噶瑪蘭釀酒廠

該酒廠以宜蘭縣舊名「Kavalan」命名。酒廠於2005年12月竣工，2006年3月開始生產烈酒，並於2008年12月推出首批裝瓶產品。

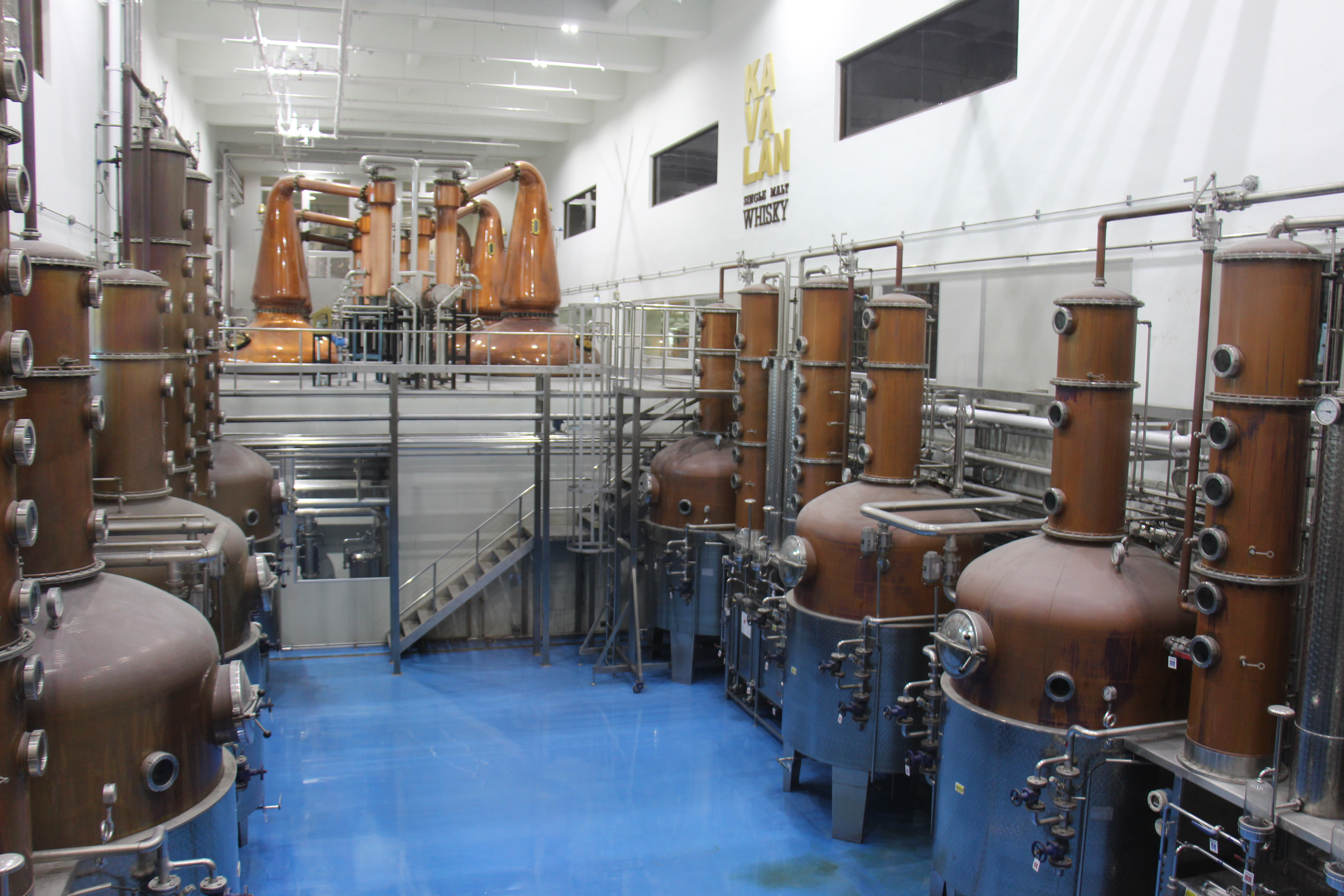
噶瑪蘭酒廠內部

在初期運行後，酒廠購入了更大的德國蒸馏器以增加產量。但在經過2年的試驗後，酒廠認為此蒸餾器過度加工酒精導致成品不盡理想，故決定停用。但在2018年，該蒸餾器重新運行以生產琴酒。
2010年的彭斯之夜，蘇格蘭利斯舉辦了一場威士忌盲測，Kavalan威士忌擊敗了三款蘇格蘭和一款英國威士忌，引起了廣泛關注。
噶瑪蘭酒廠於2011年被《威士忌雜誌》評選為“年度最佳威士忌遊客景點”，並獲得多項獎項。2012年，噶瑪蘭酒廠的 Solist Fino 雪莉桶麥芽威士忌在吉姆·默里的《吉姆·默里的威士忌聖經》中被評為“年度新威士忌”。2015年，Vinho Barrique 威士忌被世界威士忌獎評選為“世界最佳單一麥芽威士忌”。

## 特色
由於台灣位於亞熱帶，跟傳統生產威士忌的溫帶國家不同，台灣的天氣能讓威士忌更快熟成。而噶瑪蘭酒廠被評能讓威士忌出色地熟成，形成極好的風味。這也讓Kavalan威士忌在2021年的國際葡萄酒暨烈酒競賽獲得眾多獎項。

## 外部連結
- 官方網站 （页面存档备份，存于）